# Hilaroleopsis globicollis
Hilaroleopsis globicollis är en skalbaggsart som först beskrevs av Bates 1881.  Hilaroleopsis globicollis ingår i släktet Hilaroleopsis och familjen långhorningar.
Artens utbredningsområde är Guatemala. Inga underarter finns listade i Catalogue of Life.